# Thomas Fasbender

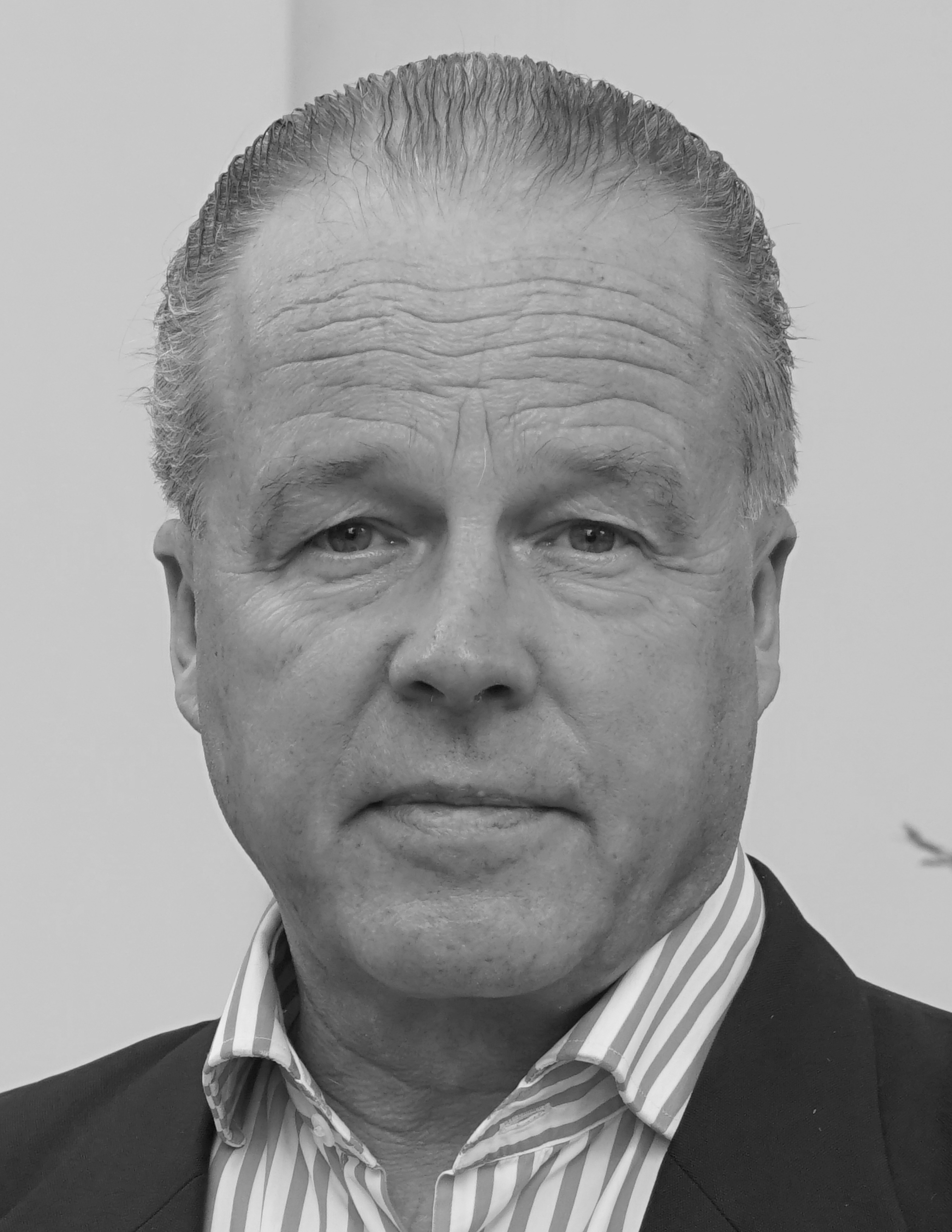
Thomas Fasbender, 2017

Thomas Fasbender (* 13. März 1957 in Gummersbach) ist ein deutscher Journalist und Publizist.

## Leben
Fasbender wuchs auf der Insel Sylt und in Hamburg auf. Nach Abitur und Wehrdienst lernte er Industriekaufmann, gefolgt von einem Jurastudium. Später wechselte er zur Philosophie. Dieses Fachgebiet schloss er mit dem Magister ab. 1988 promovierte er in Bayreuth mit einer Arbeit zum Thema Thomas Carlyle. Idealistische Geschichtssicht und visionäres Heldenideal. Nach einem Zeitungsvolontariat in Niederbayern arbeitete er dort als Politik- und Wirtschaftsredakteur, später als Pressereferent einer Messegesellschaft und als Assistent des Vorstandsvorsitzenden in einem Energietechnikkonzern.
1992 ging Fasbender für das Unternehmen nach Moskau. Dort war er an der Umstrukturierung und Liquidation altsowjetischer Joint Ventures beteiligt. Als Geschäftsführer einer russischen Konzerntochter hat er lokale Produktionsstätten aufgebaut. 1999 machte er sich selbständig und wurde Teilhaber einer Spinnerei und Weberei an der Wolga. In Moskau betrieb er eine Fuhrparkverwaltung.
Seit 2008 arbeitet Fasbender wieder als Journalist. 2015 kehrte er nach Deutschland zurück und lebt seither als Publizist in Berlin. Seit 2024 leitet er das neu gegründete Ressort Geopolitik der Berliner Zeitung.
Seit 2025 ist er gemeinsam mit Behzad Karim Khani Herausgeber der wiedergegründeten Weltbühne, als Verleger agiert Holger Friedrich.

## Familie
In erster Ehe war Fasbender mit der österreichischen Künstlerin Katharina Razumovsky verheiratet. Aus zwei Ehen hat er insgesamt fünf Kinder.

## Engagement, Aktivitäten
Fasbender ist Alter Herr des Corps Borussia Bonn im KSCV, dem er seit 1979 angehört. Von 2016 bis 2018 hat er das Berliner Institut Dialog der Zivilisationen beraten.

### Sendungen
Von 2019 bis zum russischen Überfall auf die Ukraine 2022 schrieb und sprach Fasbender für den staatlichen russischen Propagandasender RT DE einen wöchentlichen Kommentar Fasbenders Woche. Für das RT-Doku-Format Ausgewandert nach Russland interviewte er 2021 mehr als 30 Westeuropäer, die sich in Russland niedergelassen haben. Ebenfalls für RT DE sprach er zu aktuellen Themen mit prominenten Personen im Rahmen des Formats Fasbender im Gespräch. Die Zusammenarbeit mit RT wurde mit dem russischen Angriff auf die Ukraine beendet.
Interviews im Rahmen der Sendung Fasbender im Gespräch unter anderen mit:
- 2019: Billy Six, David Engels, Timm Koch, Konrad Adam, Alexander Rahr
- 2020: Matthias Matussek, Georg Pazderski, Frank Elbe, Tuvia Tenenbom, Uwe Steimle, Dieter Stein, Alexander Neu
- 2021: Norbert Häring, Andrej Hermlin, Wolfgang Koydl, Roland Koch, Marc Friedrich, Jürgen Rose, Haralampi G. Oroschakoff, Peter Brandt, Roger Köppel, Hans-Joachim Frey, Karin Leukefeld, Marija Wladimirowna Sacharowa, Eckhard Nagel
- 2022: Knut Fleckenstein, Heinz-Josef Bontrup, Alexander Unzicker, Peter-Michael Diestel

### Vorträge
- Wladimir W. Putin – Eine politische Biographie, Bibliothek des Konservatismus, 2022[16]
- Realpolitik im deutsch-russischen Verhältnis, Deutsch-Russische Gesellschaft zu Leipzig, 2018
- Die künftige Rolle Russlands in Eurasien, Vortrag in Travemünde auf Einladung der AfD-Lübeck, 2016
- Putin, der Westen und die Ostukraine, Bibliothek des Konservatismus, 2015[17]

## Veröffentlichungen (Auswahl)
Fasbender ist seit 2023 Mitarbeiter der Berliner Zeitung. Davor schrieb er u. a. für die Schweizer Wochenzeitung Weltwoche, Cato, Junge Freiheit und Russlandkontrovers.
Buchveröffentlichungen:
- Der Eurasienkomplex. Warum und wie dem Westen die Zukunft entgleitet, zusammen mit Uwe Leuschner, Edition Ost, 2024, ISBN 978-3-360-02818-1
- Das unheimliche Jahrhundert. Vor der Zeitenwende, Landtverlag, Manuscriptum Verlagsbuchhandlung, 2022, ISBN 978-3-948075-49-1, 184 Seiten.
- Wladimir W. Putin. Eine politische Biographie, Landtverlag, Manuscriptum Verlagsbuchhandlung, 2022, ISBN 978-3-948075-36-1, 564 Seiten.
- Die AfD und die Klimafrage, Hrsg. Konrad Adam, Gerhard Hess Verlag, 2019, ISBN 978-3-87336-654-1.
- Kinderlieb, Roman, Lichtschlag Reihe Literatur, 2016, ISBN 978-3-939562-59-7, 339 Seiten.
- Freiheit statt Demokratie. Russlands Weg und die Illusionen des Westens, Manuscriptum Verlagsbuchhandlung, 2014, ISBN 978-3-944872-06-3, 368 Seiten.
- Thomas Carlyle. Idealistische Geschichtssicht und visionäres Heldenideal, Königshausen & Neumann, 1989, ISBN 978-3-88479-389-3, 223 Seiten.